# Вал'Алта (Бергамо)
Вал'Алта је насеље у Италији у округу Бергамо, региону Ломбардија.
Према процени из 2011. у насељу је живело 1436 становника. Насеље се налази на надморској висини од 414 м.